# Chrysobalanaceae
Chrysobalanaceae es una familia de plantas que contiene 17 géneros y alrededor de 400 especies. La mayoría se distribuyen en las regiones tropicales y subtropicales.

## Descripción
Son árboles, arbustos o sufrútices; plantas hermafroditas. Con hojas alternas, simples, enteras, envés glabro o piloso, frecuentemente coriáceas; estípulas pequeñas y caducas a grandes y persistentes. Inflorescencias racemosas, paniculadas o cimosas, flores bracteadas y generalmente 2 -bracteoladas, actinomorfas a zigomorfas, marcadamente períginas, receptáculo corto a alargado, a veces giboso en la base, disco siempre presente, recubriendo al receptáculo como un forro, o como una estructura anular o cortamente tubular en la boca; cáliz con 5 lobos imbricados, frecuentemente desiguales, erectos o reflexos; pétalos 5, ocasionalmente ausentes, comúnmente desiguales, imbricados, generalmente caducos; estambres 3–26, insertados en el margen o la superficie del disco, o basalmente adnados a este, formando un círculo completo, o unilaterales en las flores zigomorfas, todos fértiles o algunos sin anteras y entonces frecuentemente reducidos a pequeños filamentos de estaminodios filiformes, libres o connados en la base, incluidos a largamente exertos, anteras pequeñas, dorsifijas, dehiscencia longitudinal, glabras; gineceo básicamente 3-carpelar y ginobásico, pero generalmente con 1 solo carpelo completamente desarrollado, unido en la base, en la mitad o en la boca del tubo-receptáculo, sésil o con un ginóforo corto, pubescente o velloso, cada carpelo 1-locular con 2 óvulos o 2-locular (debido a una falsa división) con 1 óvulo en cada compartimiento, estilo filiforme, surgiendo desde el receptáculo en la base del carpelo, estigma obvia o indistintamente 3-lobado, óvulos erectos, epítropos, con micrópilo dirigido hacia la base. Fruto una drupa seca o carnosa, endocarpo variado, grueso o delgado, fibroso u óseo, a veces con un mecanismo especial para el escape de la plántula, a menudo densamente piloso por dentro; semilla erecta, casi sin albumen, cotiledones plano-convexos, carnosos.
Familia con 17 géneros y 480 especies, pantropical con el mayor número de especies en América tropical (376); 5 de los 8 géneros neotropicales se encuentran en Nicaragua, representados por 13 especies y 4 especies adicionales se esperan encontrar. Fue tratada como parte de Rosaceae en la Flora of Guatemala y Flora of Panama.

## Géneros
| - Acioa - Afrolicania - Atuna - Bafodeya - Chrysobalanus - Couepia - Dactyladenia | - Exellodendron - Grangeria - Hirtella - Hunga - Kostermanthus - Licania | - Magnistipula - Maranthes - Neocarya - Parastemon - Parinari |